# Giovanni Vialardi
Giovanni Vialardi (Salussola, 8 febbraio 1804 – Brusasco, 29 agosto 1872) è stato un cuoco italiano, autore di un famoso trattato di cucina.

## Biografia

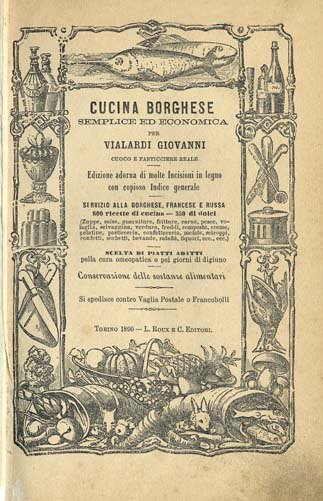
Copertina del libro di Vialardi

A vent'anni divenne aiutante di cucina della Real Casa Savoia, al servizio del principe Carlo Alberto che, salito al trono nel 1831, ne ufficializzò le mansioni con Regio Biglietto del seguente tenore: "L'esattezza e la fedeltà con cui Giovanni Vialardi ammesso nel 1824 al Nostro Servizio attende al disimpegno dei propri doveri ha incontrato il Nostro gradimento, di cui ci siamo disposti a dargliene un contrassegno con stabilirlo aiutante di cucina della Reale Nostra Casa coll'annuo stipendio di lire novecento sessanta".
Nel gennaio 1831 si sposò nel Duomo di Torino con Giacinta Davico, da cui ebbe sette figli, e prese residenza in questa città..
Nel 1845 fu nominato Aiutante Capo di Cucina della Real Casa; nel 1847 fu promosso Capo di Cucina insieme a Domenico Gramont e nel 1848 divenne Capo Cuoco e Pasticciere, coadiuvato nel lavoro da oltre un centinaio di persone fra cui l'astigiano Teofilo Barla, Maître Pâtissier et Confiseur, dimenticato autore de “Il Confetturiere, l'Alchimista, il Cuciniere piemontese di Real Casa Savoia”.
Il Vialardi rimase al servizio di Casa Savoia fino al 1853, regnante Vittorio Emanuele II.
L'anno successivo diede alle stampe il suo Trattato di cucina, Pasticceria moderna, Credenza e relativa Confettureria, contenente oltre 2 000 ricette, in prevalenza relative alle zone facenti parte del Regno di Sardegna (piemontesi, valdostane, nizzarde, genovesi e sarde). In tali ricette, suddivise in 19 capitoli, i pesi e le misure sono espressi per la prima volta secondo il sistema metrico decimale, adottato dai Savoia nel 1845; altra novità per analoghi ricettari dell'epoca, la presenza di 300 disegni eseguiti da Vialardi stesso con cui descrisse gli strumenti del mestiere, dai più semplici alle grandi gelatiere, oltre a fruste, mestoli, scavini, forme, budiniere, marroniere e tante altre attrezzature che nel XIX secolo costituivano l'indispensabile patrimonio di un cuoco reale. Ma ci sono anche i disegni dei piatti sontuosi che arricchivano la tavola: pesci e selvaggina, timballi, bombe e soufflé erano infatti presentati come vere e proprie scenografie che dovevano destare l'ammirazione dei commensali.
Nel 1864 pubblicò Cucina Borghese semplice ed economica in cui, oltre a molte illustrazioni e a ricette di cucina e di dolci, è presente una scelta di piatti adatti pella cura omeopatica e pei giorni di digiuno e un'ampia disamina di come organizzare il Servizio alla borghese, francese e russa.
Nei quasi trent'anni trascorsi nelle cucine di Casa Savoia Giovanni Vialardi percorse tutte le tappe di una straordinaria carriera rivelandosi particolarmente abile anche come pasticciere, ruolo che gli venne in effetti assegnato e che gli permise di mettere in risalto la sua arte nell'esecuzione delle ”pièces montées”, le scenografiche costruzioni in pastigliaggio utilizzate per adornare le tavole reali. L'impronta che diede alla cucina e soprattutto alla pasticceria della tavola dei Savoia, continuerà ad influenzare i pranzi di Stato anche quando la Corte lascerà Torino per trasferirsi prima a Firenze e poi a Roma: con Giovanni Vialardi infatti i prodotti, i modi di cucinare e gli attrezzi della tradizione piemontese ma anche sarda, ligure e nizzarda scendono nella Capitale per salire gli scaloni del Palazzo a deliziare nobili palati, specie quello di Vittorio Emanuele II, grande buongustaio e uomo dai molti appetiti.

## Opere
- Vialardi, Giovanni, Trattato di cucina, pasticceria moderna, credenza e relativa Confettureria, Torino, Tip. G. Favale, 1854.

- 1864 - "Cucina Borghese semplice ed economica".